# 辻陽太
辻 陽太（つじ ようた、1993年9月8日 - ）は、日本の男性プロレスラー。神奈川県横浜市出身。新日本プロレス所属。血液型O型。アメリカンフットボール仕込みの強靭な肉体が持ち味でもある。

## 来歴

### デビュー以前
学生時代はテコンドー、アメリカンフットボール、野球を経験。神奈川県立横浜立野高等学校、日本体育大学体育学部体育学科卒業。
一度就職するも、プロレスラーを目指すことを決意してアニマル浜口トレーニングジムに半年ほど通う。

### 新日本プロレス
2017年4月、新日本プロレスに入寮。約1年以上もの練習生期間を経て、2018年4月10日、新宿FACEにて開催されたLION'S GATE PROJECT 11の舞台で、岡倫之を相手にデビュー。試合は逆エビ固めでギブアップ負けを喫した。2019年4月13日、茨城・つくばカピオアリーナ大会で上村優也からシングル戦初勝利。
2020年
6月16日から開催された「NEW JAPAN CUP 2020」でNEW JAPAN CUP初出場。6月16日の開幕戦でオープニングマッチを真壁刀義と戦った。最後は真壁のジャーマン・スープレックスに敗れ1回戦敗退。
2021年
6月に開催されたKIZUNA ROAD 2021でシングル5番勝負が行われ、14日に棚橋弘至、15日にタイチ、16日にオカダ・カズチカ、22日にザック・セイバーJr.、23日にグレート-O-カーンの胸を借りた。コロナ禍などもあり過去最長の3年4ヶ月の期間、上村優也とともにヤングライオンとして過ごしたが7月26日にヤングライオン卒業と海外遠征が発表され、8月1日、内藤哲也を相手に壮行試合を闘った。8月9日、RPWが9月4日に開催されるシェフィールド大会に辻が参戦することを発表した。
2022年
11月9日、メキシコに海外武者修行へ。リングネームは”Yota”。11日にCMLL興行で、ルードとしてアレナ・メヒコに参戦。
2023年
5月3日、「レスリングどんたく 2023」のメインイベントでIWGP世界ヘビー級王座を防衛した後のSANADAをスピアーで襲撃し挑戦をアピールするとともに、「ロス・インゴベルナブレス・デ・ハポン」を意識するようなポージングも見せた。翌日、6月4日大阪城ホール大会でのIWGP世界ヘビー級選手権が発表された。
6月3日、翌日IWGP世界ヘビー級戦の公開調印式に「ロス・インゴベルナブレス・デ・ハポン」のメンバーが登場。内藤哲也の「我々と行動をともにしたいということかな？」という質問に、「そういうことです」と返答し、同ユニットへ加入することになった。
6月4日、「DOMINION 6.4 in OSAKA-JO HALL」のメインイベントでSANADAの持つIWGP世界ヘビー級王座へ挑むも敗れ、王座獲得にはならなかった。また同日、『G1 CLIMAX 33』へのエントリーも発表された。しかし、G1では3勝3敗1分の五分に終わり、決勝トーナメント進出とはならなかった。
9月24日、兵庫・神戸ワールド記念ホール『カンタン酢™ Presents DESTRUCTION in KOBE』のメインイベントでウィル・オスプレイのIWGP US（UK）ヘビー級王座に初挑戦したが敗退。
2024年
3月20日、新潟・アオーレ長岡で開催されたNEW JAPAN CUPで初優勝。4月6日、両国国技館『SAKURA GENESIS 2024』で内藤哲也が保有するIWGP世界ヘビー級選手権へ挑戦するも獲得ならず。

## 人物
- 双子の兄はアメリカでスタントマン活動をしている辻将太[12][16]。
- アメフト部時代のポジションはクォーターバック[17]。
- 実況アナウンサーの清野茂樹によると魅力は「顔面表現」[18]。2020年に「目標を3つ立てた!」と宣言し、LA道場所属選手からの勝利、棚橋弘至とタッグでのWORLD TAG LEAGUE出場、NEW JAPAN CUP出場を挙げた。前述の清野は一度に3つ掲げる大胆さが「辻らしい」と解説している[18]。
- Twitterでは度々ちゃんこ番の様子や、フランス料理などを作る様子をアップロードしている。
- 海野翔太、成田蓮と並べて「令和闘魂三銃士」の枠に組み込まれたことに関しては明確に拒否反応を示しており、新日本の親会社であるブシロードのオーナー木谷高明に対して不満を述べている[19]。

## 得意技

### フィニッシュ・ホールド
ジーン・ブラスター
凱旋後の辻のフィニッシャー。カウンターとしても使用している。

### 打撃技
カーブ・ストンプ
マーロウ・クラッシュ
2024年のNEW JAPAN CUPより使用。トップロープから回転しながら放つカーブ・ストンプ。自身の好物であるマーロウのプリンにスプーンを入れる様子からインスパイアを受けて完成した技。

### 投げ技
リバースゴリースペシャルボム

### 飛び技
ブエロ・デ・アギラ
2023年6月3日凱旋試合で初使用。別名 : フォズベリー・フロップ。
対戦相手のSANADAに「まさかあんなに飛んでくるとは思わなかった」と言わしめた。

### 組み技
雪崩式スパニッシュフライ
2023年6月3日凱旋試合で初使用。
ムーンサルトプレス
2023年6月3日凱旋試合で初使用。

## タイトル歴
新日本プロレス
- IWGP GLOBALヘビー級王座（第4代）
- NEVER無差別級6人タッグ王座（第28代）（パートナーはBUSHI&高橋ヒロム）
- NEW JAPAN CUP 優勝（2024年）

プロレス大賞
- 年間最高試合賞（3月20日アオーレ長岡、NEW JAPAN CUP 2024決勝戦、辻陽太 vs. 後藤洋央紀）（2024年）

## 入場テーマ曲
- GENE BLAST（2023年5月3日 - ）

## 決め台詞
- 「覚悟はいいか!?」